# Vickers Virginia

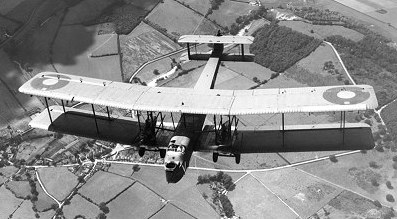

Vickers Virginia là một loại máy bay ném bom hạng nặng hai tầng cánh của Anh, được phát triển từ loại Vickers Vimy.

## Biến thể
Type 57 Virginia Mk I
Type 96 Virginia Mk I
Type 115 Virginia Mk VIII
Type 129 Virginia Mk VII
Type 76 Virginia Mk II
Type 79 Virginia Mk III
Type 99 Virginia Mk IV
Type 100 Virginia Mk V
Type 108 Virginia Mk VI
Type 112 Virginia Mk VII
Type 128 Virginia Mk IX
Type 139 Virginia Mk X

## Quốc gia sử dụng
Anh Quốc
- Không quân Hoàng gia[1]

## Video
- Film of Vickers Virginia flight operations
- Film of an experimental catapult launch of a Vickers Virginia

## Tính năng kỹ chiến thuật (Virginia X)
Dữ liệu lấy từ The British Bomber since 1914 
Đặc điểm tổng quát
- Kíp lái: 4
- Chiều dài: 52 ft 3 in (15,93 m)
- Sải cánh: 87 ft 8 in (26,77 m)
- Chiều cao: 18 ft 2 in (5,54 m)
- Diện tích cánh: 2.178 ft² (202,4 m²)
- Trọng lượng rỗng: 9.650 lb (4.377 kg)
- Trọng lượng cất cánh tối đa: 17.620 lb (7.993 kg)
- Động cơ: 2 × Napier Lion VB, 580 hp (433 kW)  mỗi chiếc

 Hiệu suất bay 
- Vận tốc cực đại: 108 mph (173 km/h) trên độ cao 5.000 ft (1.520 m)
- Tầm bay: 985 mi (1.585 km)
- Trần bay: 13.800 ft (4.210 m)
- Leo lên độ cao 5.000ft (1.520 m): 10 phút

Trang bị vũ khí

- Súng: 3 × Súng máy Vickers .303 in (7,7 mm)
- Bom: 3.000 lb (1.360 kg) bom